# Mervilla
 Mervilla  es una población y comuna francesa, en la región de Mediodía-Pirineos, departamento de Alto Garona, en el distrito de Toulouse y cantón de Castanet-Tolosan.

## Demografía
| 58 | 65 | 112 | 101 | 124 | 172 |
| Para los censos de 1962 a 1999 la población legal corresponde a la población sin duplicidades (Fuente: INSEE [Consultar]) |    |     |     |     |     |

Forma parte de la aglomeración urbana de Toulouse.